# Монастырь Камариотисса
Монастырь Камариотисса (греч. Μονή Καμαριώτισσας) — недействующий монастырь, бывший вторым и самым важным в историческом плане монастырём острова Халки.
Монастырь был построен между двумя поросшими соснами холмами. Эта отдалённая местность привлекала с первых византийских лет отдельных любителей безмолвия, которые жили либо в палатках, либо в маленьких кельях или даже на деревьях. В какой-то момент эти собравшиеся здесь монахи образовали монастырь. Как показывают исследования сохранившейся каменной кладки, это произошло, вероятно, в XI веке.
В XV веке император Иоанн VIII Палеолог построил храм и монастырский комплекс посвятив их Иоанну Предтечи. Со временем этот комплекс стал известен как «Монастырь Богородицы Камариотисса» из-за небольшой церкви Богородицы, колокол которой висел на каменной арке. Церковь связана с принцессой Марией Комниной Палеолог, дочерью императора Трабзона. Жители также называли монастырь «Кумариотисса» из-за множества деревьев туи, которые его окружали.
В 1672 году церкви Иоанна Предтечи пострадала от пожара, сгорела крыша. Содействие в восстановлении монастыря оказал Никусиос Панайотакис, великий драгоман Высокой Порты.
С 1773 по 1776 в монастыре, на покое, проживал Константинопольский Патриарх Феодосий II.
В 1796 году правитель Валахии Александр Ипсиланти коренным образом перестроил обветшалый монастырь. Ипсиланти наделил монастырь богатыми подворями в Бухаресте и на острове Проти. Определённый вклад в обновление монастыря также внёс Патриарх Паисий II.
В монастыре Камариотиссы в годы подготовки к греческой революции проходили собрания революционных организаций[уточнить], в результате чего монастырь перешёл от семьи Ипсилантис к Вселенскому Патриархату.
С 1831 года и до Первой мировой войны в монастыре размещался Греческий наставнический центр — школа, основанная пятнадцатью греческими купцами при содействии Патриарха Константина I — «Греческая школа торговли».
В 1905 году монастырь пострадал от пожара.
В 1916 году здания были занято Морским министерством Турции для размещения военно-морского училища, однако Патриархату удалось восстановить контроль над ним и устроить там «Национальное убежище», приют для женщин-беженцев из малоазийской катастрофы.
В 1942 году Министерство военно-морского флота Турции снова заняло здания, на этот раз навсегда, создав там военно-морскую академию. Святыни обители, иконостас и иконы были переданы частично монастырю Святой Троицы, частично Константинопольскому патриархату. Церковь Пресвятой Богородицы была превращена в склад.
В монастыре похоронены многие Вселенские патриархи. К примеру, Калинник II.